# キャセイパシフィック航空780便事故
キャセイパシフィック航空780便事故（キャセイパシフィックこうくう780びんじこ、Cathay Pacific Flight 780）は、2010年4月13日に発生した航空事故である。ジュアンダ国際空港発香港国際空港行きだったキャセイパシフィック航空 (CX)780便（エアバスA330-342）が、香港国際空港へ飛行していた際にエンジンの出力調整が出来なくなった。パイロットは、機体を通常の2倍ほどの速度で着陸させたが、機体は僅かに損傷したのみだった。脱出の際に57人の乗客が負傷し、うち1人は重傷を負った。
出発地のスラバヤで補給された燃料が汚染されており、両エンジンおよび燃料制御装置が飛行中に徐々に損傷していったのが原因であった。
事故当時の機長と副操縦士（共にオーストラリア人）は、2014年3月に国際定期航空操縦士協会連合会からポラリス賞を受賞した。

## 事故機
事故機のエアバスA330-342 (B-HLL)は、2基のロールス・ロイス トレント700を搭載していた。初飛行を1998年11月4日に行い、同年11月25日にキャセイパシフィック航空へ納入された。

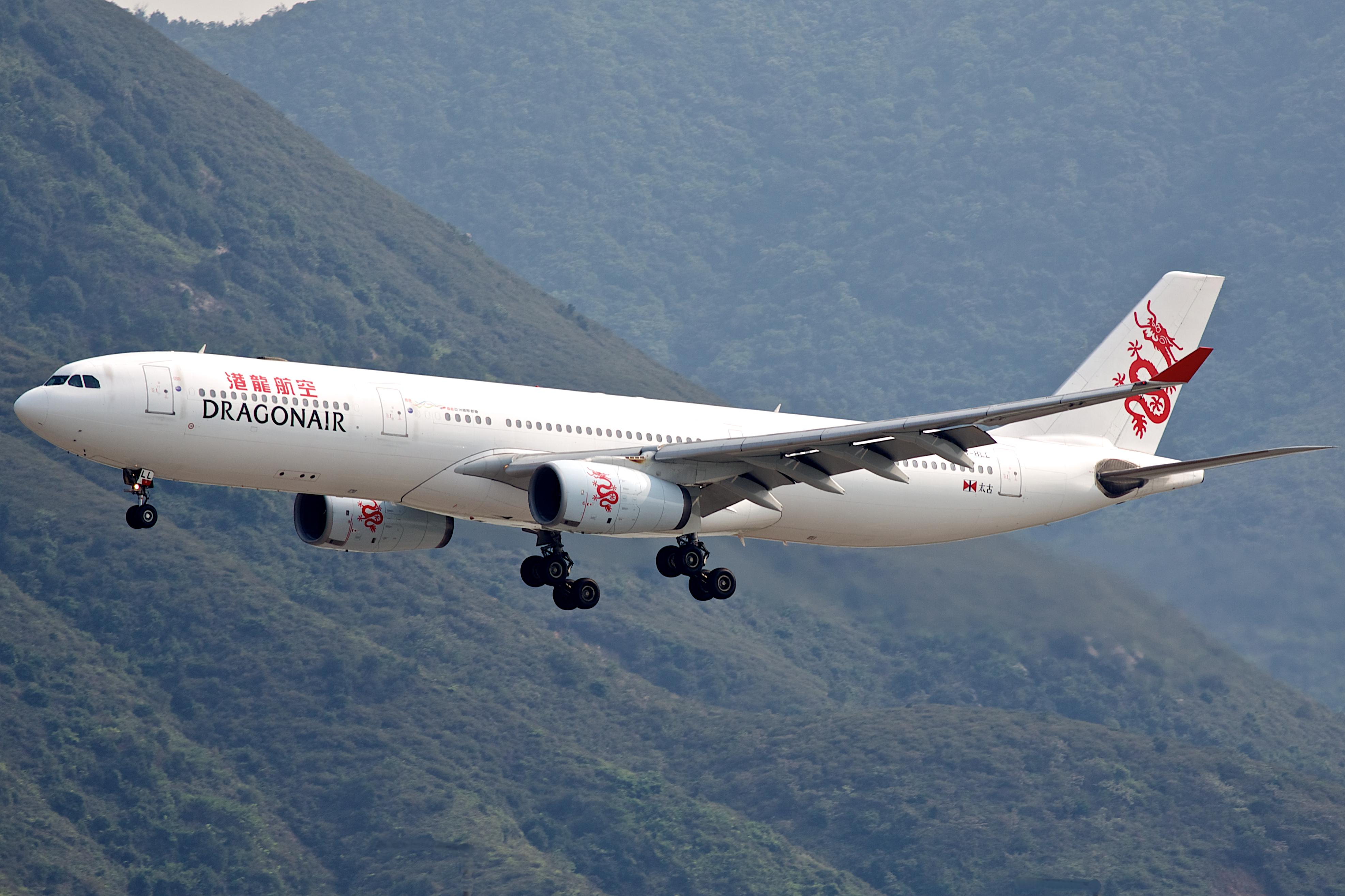
香港ドラゴン航空に移籍後の事故機（2013年）

2012年4月に、キャセイパシフィック航空の子会社である香港ドラゴン航空（現・キャセイドラゴン）に移籍したが、新型コロナウイルス感染拡大の影響に伴うキャセイドラゴンの運行停止（2020年10月21日）に伴い、キャセイパシフィックに再移管される予定。

## 事故の経緯
780便は、現地時間8時24分にジュアンダ国際空港の滑走路28から離陸した。上昇中、エンジン圧力比が若干変動しており、特に2番エンジンは大きく変動していた。離陸からおよそ30分後、機体は高度39,000フィート (12,000 m)に到達した。ところが、ECAM上に第2エンジンの制御系統に不具合が生じたことを示す警告「ENG 2 CTL SYS FAULT」が表示され、パイロットはキャセイパシフィック航空の技術部門に連絡をした。両エンジンのパラメーターには他に異常が見られなかったため、パイロットらは飛行継続を決定した。
離陸からおよそ2時間後、再びECAM上に「ENG 2 CTL SYS FAULT」の警告が表示され、パイロットは警告について検討した。先程と同じように他に異常が見られなかったため、再び飛行を継続するという結論に至った。
UTC5時19分、香港国際空港の南東203 km上空で「ENG 1 CTL SYS FAULT」と「ENG 2 STALL」の警告が連続して表示された。第2エンジンの警告は圧縮機失速を意味しており、エンジンに異常があることを示していた。パイロットは、第2エンジンのスラストレバーをアイドルの位置まで戻し、ECAMアクションを実行した。第2エンジンをアイドルにしたため、推力を得るために第1エンジンを最大にした。また、パイロットはパン-パンを宣言し、空港への最短ルートでの進入と着陸を優先的に行えるよう香港管制に要求した。
香港国際空港から南東83 km地点を降下中、8,000フィート (2,400 m)付近で「ENG 1 STALL」の警告が表示された。パイロットは、第1エンジンをアイドルにした。その後、管制官に「メーデー」を宣言した。機長と副操縦士は機体の推力を回復できない場合、着水させることも検討し始めたが、海面への着水は危険だと認識していた。そこで、機長は、第1エンジンが反応するかスラストレバーをゆっくり動かした結果、第1エンジンの回転数は74%まで上昇したが、第2エンジンの回転数は17%のままであった。
メーデーを宣言してからおよそ11分後の、現地時間13時43分に780便は香港国際空港の滑走路07Lに着陸した。この時、スラストレバーを操作したのにもかかわらずエンジン回転数が74%から変化しなかった。このため780便はやむを得ず、運航時の重量で1エンジンでのアプローチの推奨速度である135ノット (250 km/h)を95ノット (176 km/h)上回る230ノット (430 km/h)で滑走路に接地した。着陸後、第1エンジンの逆推力装置は作動したが、第2エンジンは反応しなかった。パイロットがエンジンを停止するまで、第1エンジンの回転数は70 - 80%のままであった。大幅な速度超過で着陸したため、タイヤ8本のうち5本が破裂した。消防隊は煙や炎がタイヤから出ていることを報告し、これを受け、機長は緊急脱出を指示した。脱出では57人が怪我を負い、うち10人が病院に搬送された。

## 事故調査
香港の民間調査局、フランス航空事故調査局、イギリス航空事故調査局から成る調査委員会が発足した。また、インドネシアの国家交通安全委員会と国家運輸安全委員会、エアバス、ロールス・ロイス・ホールディングスも調査に参加した。
事故機から回収されたコックピット・ボイス・レコーダー、デジタル・フライト・データ・レコーダー、クイック・アクセス・レコーダーは解析のため、データの取り出しが行われた。調査の焦点は、エンジン、エンジン制御システム、燃料システムに当てられた。
エンジンを検査したところ、燃料システムのメイン計量バルブが非常に微細な球状粒子で汚染されていることが判明した。また、他のエンジン部品や燃料タンクを含む燃料システム全体も、同様の粒子で汚染されていた。この粒子は飛行中に燃料制御装置に付着し、両エンジンの計量バルブを固着させた。その結果、エンジンに燃料が供給されず、失速が発生した。このバルブは完全に固着していなかったため、機長がレバーを非常にゆっくり動かした結果、バルブがエンジン回転数74%の位置まで移動した。しかし、その位置で再び固着したため、着陸時のレバー操作には反応しなかった。この粒子は燃料補給車両の水分除去フィルター由来のものであった。調査官は、ジュアンダ空港の燃料サンプルを分析した結果、同様の粒子が含まれていることを明らかにした。ジュアンダ空港では、駐機場の工事の一環として地下の燃料供給システムを拡張していた。調査の結果、この工事の際に地下の配管内に海水が入り込み、燃料供給システムを再稼働する際に洗浄しなかっため、燃料が汚染されたと結論付けられた。

## 映像化
- メーデー!:航空機事故の真実と真相 第17シーズン第1話「Deadly Descent」（ナショナルジオグラフィックチャンネル）
- 火曜エンタ 世界が騒然!本当にあった㊙︎衝撃ファイル（テレビ東京製作）2020年8月18日放送
- 世界衝撃映像100連発「汚染された旅客機」（TBSテレビ系）2021年8月22日放送
  - この放送では、実際の着陸時の映像と乗客が搬送されるシーンが放送された。
- トリガーニュース⇒些細なキッカケで大ゴトに!（TBSテレビ系）2022年3月29日放送
- 奇跡体験！アンビリーバボー　真夏の禁断ホラー＆航空パニック！怒涛の３時間SP（フジテレビ系）2024年8月21日放送
  - この放送でも実際の着陸時の映像が放送され、当該機長の新録インタビューが放送された。[9]